# Radenko Dobraš
Radenko Dobraš (in serbo Раденко Добраш?; Banja Luka, 31 gennaio 1968) è un ex cestista jugoslavo.

## Palmarès
- Coppa di Israele: 1

Hapoel Tel Aviv: 1992-93